# Kovanets
Kovanets ou Kovantsi (en macédonien Кованец ou Кованци) est un village du sud-est de la Macédoine du Nord, situé dans la municipalité de Guevgueliya. Le village comptait 177 habitants en 2002.

## Démographie
Lors du recensement de 2002, le village comptait :
- Macédoniens : 175
- Serbes : 2